# Ronald Torreyes
Ronald Alcides Torreyes Solarsano (né le 2 septembre 1992 à Libertad, Barinas, Venezuela) est un joueur de champ intérieur des Yankees de New York de la Ligue majeure de baseball.

## Carrière

### Ligues mineures
Ronald Torreyes signe son premier contrat professionnel le 23 février 2010 avec les Reds de Cincinnati. Il débute dans les ligues mineures la même année avec un club affilié aux Reds. Le 23 décembre 2011, Cincinnati échange Torreyes, le voltigeur Dave Sappelt et le lanceur gaucher Travis Wood aux Cubs de Chicago, en retour du lanceur gaucher Sean Marshall. Après une saison et demie en ligues mineures avec des clubs affiliés aux Cubs, Torreyes passe aux Astros de Houston lorsque le club de Chicago l'y transfère le 2 juillet 2013 en échange du droit de recruter deux joueurs internationaux.

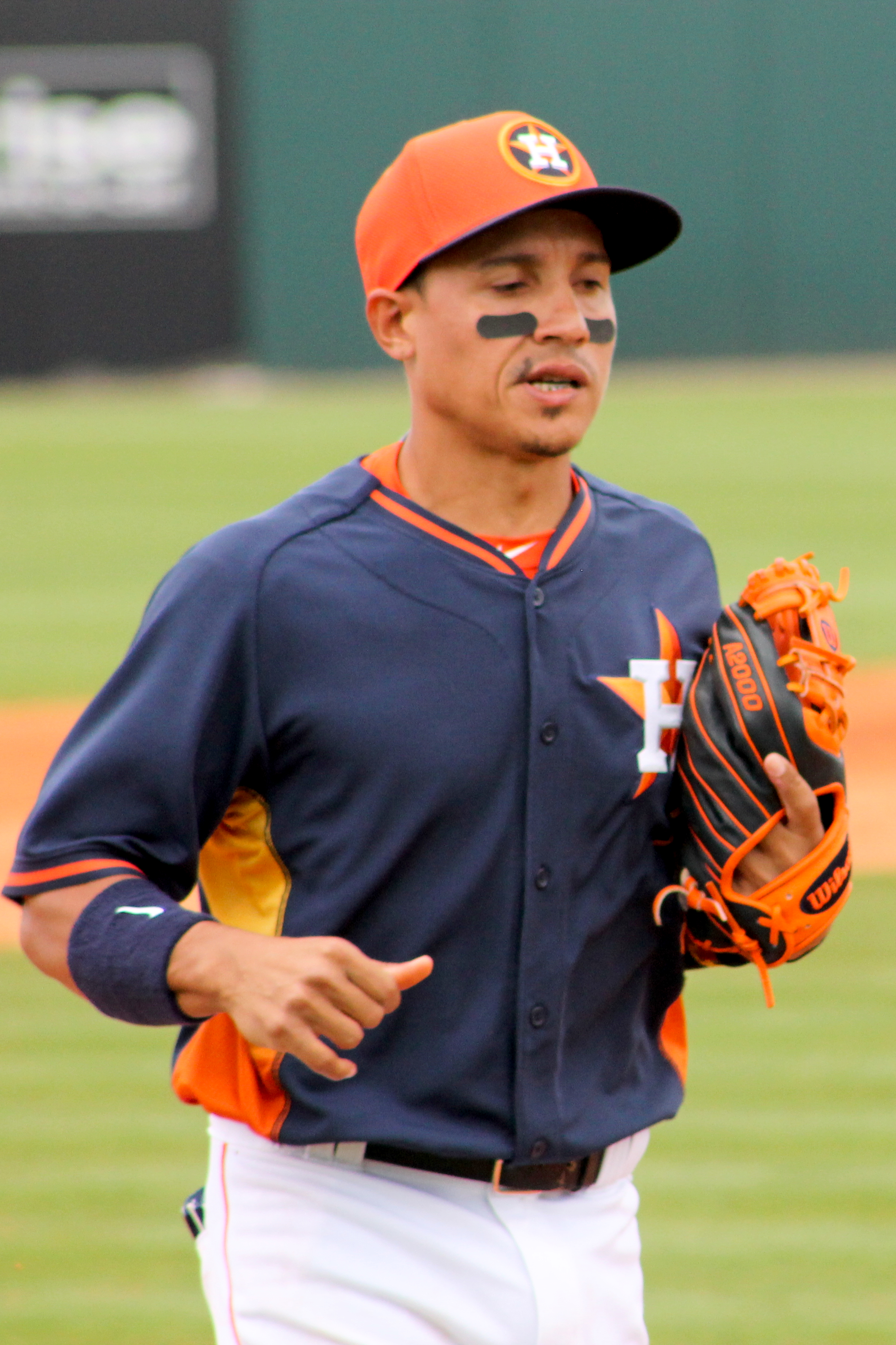
Ronald Torreyes en mars 2015 au camp d'entraînement printanier des Astros de Houston.

En 2014, Torreyes atteint l'échelon le plus élevé des ligues mineures lorsque les Astros l'assignent à leur club-école de niveau Triple-A, les RedHawks d'Oklahoma City, où il passe toute la saison.
L'année 2015 est beaucoup plus mouvementée : après avoir amorcé la saison avec les Grizzlies de Fresno, nouveau club-école Triple-A des Astros, Houston le cède aux Blue Jays de Toronto le 15 mai contre un joueur à nommer plus tard. Les Jays l'assignent aux Fisher Cats du New Hampshire, leur club Double-A. Le 12 juin, Toronto vend le contrat de Torreyes aux Dodgers de Los Angeles. Après d'excellentes performances avec l'affilié Double-A des Dodgers, les Drillers de Tulsa de la Ligue du Texas, Torreyes est promu en août aux Dodgers d'Oklahoma City, dans le Triple-A, où il termine la saison 2015 de ligue mineure.

### Dodgers de Los Angeles
Ronald Torreyes fait ses débuts dans le baseball majeur avec les Dodgers de Los Angeles le 13 septembre 2015. Il obtient dans ce match son premier coup sûr dans les majeures, un double aux dépens du lanceur Randall Delgado des Diamondbacks de l'Arizona. Il réussit deux coups sûrs en 8 parties pour Los Angeles.

### Yankees de New York
Le 12 janvier 2016, les Dodgers de Los Angeles échangent Torreyes et le lanceur gaucher Tyler Olson aux Yankees de New York contre le joueur de troisième but des ligues mineures Rob Segedin. Le 25 janvier suivant, il est réclamé au ballottage par les Angels de Los Angeles. Le 1er février 2016, il est de nouveau soumis au ballottage et les Yankees sautent sur l'occasion pour le récupérer.